# Teulada, Ý
Teulada (Latinh: Tegula) là một đô thị ở tỉnh Sud Sardegna, vùng Sardegna của Ý, có vị trí cách khoảng 40 km về phía tây nam của Cagliari. Đến thời điểm ngày 31 tháng 12 năm 2004, đô thị này có dân số 3.905 và diện tích là 246,2 km².
Đô thị Teulada có các frazioni (các đơn vị cấp dưới, chủ yếu là làng) Gutturu saidu, Masoni de susu, Masoni de monti, Su de Is seis, Perdaiola, Su fonnesu, Foxi, Malfatano, Sa portedda, Matteu, Is carillus, Genniomus, và Perdalonga, cùng các località Sant'Isidoro di Teulada.
Teulada giáp các đô thị: Domus de Maria, Masainas, Piscinas, Pula, Sant'Anna Arresi, Santadi, Giba.